# Nguyễn Khánh

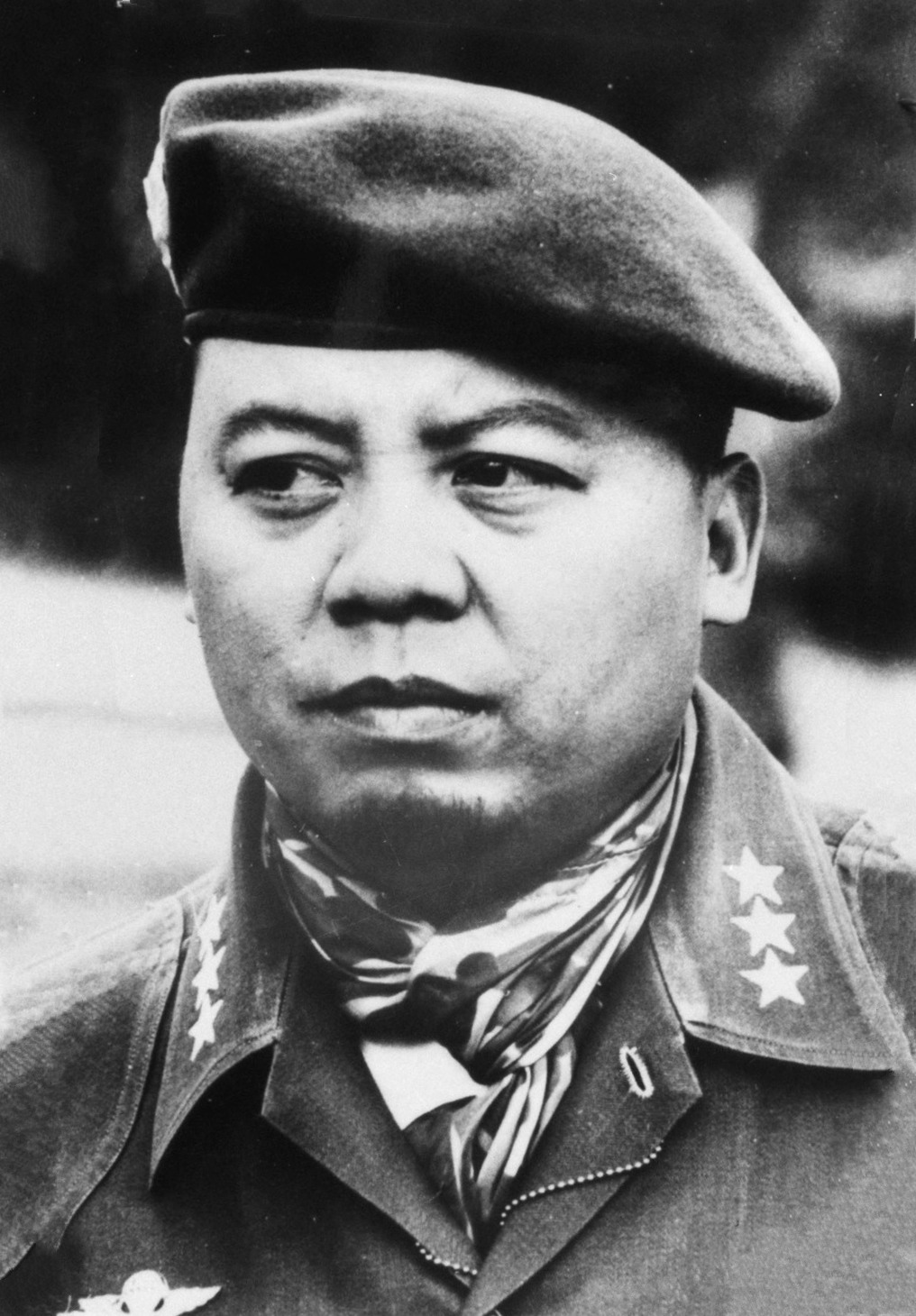
Nguyễn Khánh (1964)

Nguyễn Khánh (* 8. November 1927 in der Provinz Trà Vinh; † 11. Januar 2013 in San José (Kalifornien)) war ein südvietnamesischer General und Politiker.
1963 wurde Nguyễn Khánh Mitglied der Militärjunta, die Präsident Ngô Đình Diệm stürzte. Am 16. August 1964 führte er einen unblutigen Staatsstreich gegen Dương Văn Minh an, dem er neutralistische Tendenzen unterstellte. Obwohl Nguyễn Khánh am 26. September 1964 durch den Vietnamesischen Revolutionsrat Phan Khắc Sửu zum Präsidenten wählen ließ, blieb er als Oberbefehlshaber der Streitkräfte tatsächlicher Machthaber. Im Februar 1965 wurde er durch einen Militärputsch von Nguyễn Văn Thiệu und Nguyễn Cao Kỳ entmachtet. Nguyễn Khánh ging anschließend als Botschafter nach Frankreich und siedelte 1977 in die USA über.
Am 1. Januar 2005 wurde Nguyễn Khánh zum Staatsoberhaupt der sogenannten Regierung des Freien Vietnam bestimmt, einer anti-kommunistischen Organisation in Little Saigon, Westminster, Kalifornien, USA.